# Ringer-Weltmeisterschaften 1907
Die Ringer-Weltmeisterschaften 1907 fanden am 20. Mai 1907 in Frankfurt am Main statt. Die Ringer wurden in drei Gewichtsklassen unterteilt. Gerungen wurde im damals üblichen griechisch-römischen Stil.

## Medaillengewinner
| Klasse | Gold                  | Silber         | Bronze             |
| ------ | --------------------- | -------------- | ------------------ |
| -75 kg | Christoph Übler       | Uwe Volkert    | Julius Fleischmann |
| -85 kg | Harald Christensen    | Johann Winker  | Hugo Edingshaus    |
| +85 kg | Hans-Heinrich Egeberg | Heinrich Rondi | Gustav Sperling    |

## Medaillenspiegel
| Rang | Land            | Gold | Silber | Bronze |
| ---- | --------------- | ---- | ------ | ------ |
| 1    | Dänemark        | 2    | 0      | 0      |
| 2    | Deutsches Reich | 1    | 3      | 3      |